# Nabo (film)
|  | Denne artikel er oprettet af botten Steenthbot ud fra en ekstern database. Den kan derfor have sproglige fejl eller mangler. Denne skabelon kan fjernes efter kontrol af indholdet. |

Nabo er en dansk kortfilm fra 2010 instrueret af Mikkel Serup.

## Handling
"Aarhus Stories" er resultatet af et ukonventionelt samarbejde mellem filminstruktører og sangskrivere. Sange erstatter det traditionelle manuskript og udfordrer instruktøren på en ny måde. Filmene i serien er alle blevet indspillet på 24 timer i Aarhus, og de varer alle mellem 3 og 10 minutter.

## Medvirkende
- Esben Dalgaard Andersen, Jens Christian
- Rikke Bilde, Kvinde
- Noelia Paulmann, Checkout Girl